# Rennschwein Rudi Rüssel (Film)
Rennschwein Rudi Rüssel ist eine deutsche Filmkomödie von Peter Timm aus dem Jahr 1995. Es handelt sich um die Verfilmung des gleichnamigen Kinderbuchs von Uwe Timm. 

## Handlung
Bei der Duisburger Familie Gützkow geht es stets chaotisch zu. Während Mutter Almut als Lehrerin die Brötchen verdient, versucht sich Vater Heinrich, ein arbeitsloser Ägyptologe, als Hausmann. Heinrich hat jedoch zwei linke Hände und ist bereits mit dem Öffnen einer Ravioli-Dose überfordert. Die drei gemeinsamen Kinder Betty, Zuppi und Tobi hat er auch nicht unter Kontrolle. Auf einem Fest der Freiwilligen Feuerwehr gewinnen die Gützkows bei einer Tombola ein Ferkel. Heinrich will jedoch kein Schwein in der Wohnung und versucht, es unterwegs auszusetzen. Die Kinder können ihn schließlich überreden, dass das auf den Namen Rudi Rüssel getaufte Ferkel bei ihnen einziehen darf. Doch schon am nächsten Tag verwüstet das neue Haustier ihre Wohnung. Heinrich will es daher heimlich wegschaffen, seine Kinder können ihn jedoch erneut davon abbringen.
Um ein paar erholsame Tage miteinander zu verbringen, fahren die Gützkows mit Rudi zum Campen. Als Zuppi und Tobi ihr Ferkel im Schwimmbecken des Campingplatzes baden lassen und damit alle anderen Badegäste aus dem Becken vertreiben, weist der Campingwächter den Gützkows eine entlegene Campingstelle an einem See zu. Zurück in Duisburg gehen Almut und Heinrich eines Abends auf einen Ball. Während sich die Kinder Go Trabi Go im Fernsehen anschauen, versucht ein Einbrecher in die Wohnung zu gelangen. Rudi beißt ihm in die Hand und die Nachbarn rufen die Polizei. Als der Einbrecher festgenommen wird, entdeckt Vermieter Buselmeier das Schwein und setzt die Gützkows kurzerhand vor die Tür. Die Wohnungssuche gestaltet sich daraufhin mehr als schwierig, zumal Rudi inzwischen ein ausgewachsenes Hausschwein ist. Die Familie zieht schließlich in ein Haus neben einem Fußballplatz, den Heinrich als neuer Platzwart pflegen muss. Doch auch im neuen Zuhause geht alles drunter und drüber. Almut hat schließlich genug und packt ihre Koffer. Bei einer Kollegin kommt sie vorübergehend unter. Als sich ihr Kollege Dr. Walter zum wiederholten Mal an sie heranmacht, gießt sie ihm ein Glas Wein über den Kopf.  
Auf dem Sportplatz werden Heinrich und die Kinder derweil auf Rudis schnelle Beine aufmerksam. Sie lassen ihn an einem Schweinerennen teilnehmen, und er gewinnt prompt den ersten Preis. Almut sieht Rudi in der Zeitung und ihr wird klar, wie sehr sie ihre Familie vermisst. Als Rudi ausbüxt und zur Schule läuft, entschließt sie sich, wieder nach Hause zurückzukehren. Zu ihrer Überraschung findet Almut das Haus sauber und aufgeräumt vor. Als Rudi bei einem Fußballspiel dem als Schiedsrichter tätigen Dr. Walter die Hose runterzieht, kann er gerade noch zwei Männern, die ihn fangen wollen, entkommen. Vor dem Schaufenster einer Metzgerei bleibt er stehen und wird prompt in einen Hänger verladen und zu einem Schlachthof gebracht.
Als die Gützkows durch einen Radioaufruf erfahren, dass Rudi geschlachtet werden soll, machen sie sich umgehend auf den Weg, um Rudi zu retten. Um in den Schlachthof zu gelangen, besorgt sich Heinrich einen Kittel und gibt sich als Tierarzt aus. Mit Betty und Tobi findet er schließlich Rudi. Tobi befreit auch die anderen Schweine, die alsbald in der Stadt ihr Unwesen treiben, ehe sie mit einem Gabelstapler flüchten. Vier Monate später besuchen die Gützkows einen Bauernhof, auf dem Rudi in der Zwischenzeit Nachwuchs gezeugt hat. Tobi nimmt sich heimlich eines der Ferkel als neues Haustier mit und Heinrich teilt mit, dass er endlich eine neue Stelle gefunden hat.

## Hintergrund
Die Produktion der Senator Film wurde von der Bayerischen Film- und Fernsehförderung, der Filmstiftung Nordrhein-Westfalen, der Filmförderungsanstalt des Bundesinnenministeriums und dem Film Fonds Hamburg finanziell unterstützt. Die Dreharbeiten fanden von Mai bis Juli 1994 in Hamburg und Duisburg statt.
Rennschwein Rudi Rüssel wurde am 16. März 1995 in Deutschland uraufgeführt. Der Titelsong Freiheit für die Ferkel von DJ Tobi und die Coolen Kids wurde 1995 auf CD veröffentlicht. 2003 und 2012 erschien der Film auf DVD. Aufgrund des Erfolgs an den Kinokassen entstand 2006, erneut unter der Regie von Peter Timm, die Fortsetzung Rennschwein Rudi Rüssel 2 – Rudi rennt wieder, in der Sebastian Koch und Sophie von Kessel die Hauptrollen spielten. 2008 folgte eine gleichnamige Fernsehserie, die von der ARD ausgestrahlt wurde.

## Kritiken
Für das Lexikon des internationalen Films war Rennschwein Rudi Rüssel ein „mit viel Komik und Charme episodisch inszenierter Familienfilm, der Fantasie und vergnügter Fabulierlust den Vorrang vor der Vernunft des wirklichen Daseins einräumt“. Es fehle zwar bisweilen die „Dichte“, alles in allem jedoch „bietet der Film vor allem dank der ausgezeichneten Besetzung der liebenswerten Familie sympathische Unterhaltung“. Cinema bezeichnete den Film als „[q]uirliges Familienkino aus deutschen Landen“. Der Spiegel sah darin eine „harmlose Komödie“.

## Auszeichnungen
1996 gewann Rennschwein Rudi Rüssel den Bayerischen Filmpreis als Bester Kinderfilm. Die Jury der Deutschen Film- und Medienbewertung verlieh dem Film das Prädikat „wertvoll“.